# 蔣昌煒
蔣昌煒（1912年7月11日—2001年5月16日），女性，湖南湘鄉人，法律工作者，中華民國前司法院大法官。

## 生平
蔣昌煒先後於求學過程中就讀湖南豫章小學、嶽雲中學、稻田女師，1927年進入上海吳淞中國公學。後因志趣的關係，轉學至北平（今北京市）朝陽大學法律系，並於1934年畢業。畢業後回長沙任執業律師，是湖南省第一位女律師。中日戰爭時，隨政府至四川，並任職於司法行政部，1943年後出任四川江北地方法院推事（法官）。二次大戰結束後，調江蘇吳縣地方法院推事，1947年擢升江蘇高等法院鎮江分院推事。
其後蔣昌煒又隨國民政府至台灣，並與其夫羅國昌同於高雄開設法律事務所。後又與夫雙雙回任推事之職。1954年調任臺灣高等法院推事，1963年調升最高法院推事，1976年為總統提名為司法官大法官，嗣經監察院同意，並於同年後成為中華民國政府第三位女性大法官。1985年任期屆滿退職。
蔣昌煒信奉基督宗教，並於公餘時參加國際崇她社活動。2001年以90歲高齡去世。
蔣昌煒之父，曾任長沙律師公會會長十餘年；其夫曾任最高法院推事；其女蔣次寧，亦久於中華民國司法界擔任公職，可謂法學世家。